# Yegor Malinkin
Yegor Ivánovich Malinkin (en ruso: Егор Иванович Малинкин) (1923-2008), fue un explorador ruso soviético, especializado en la búsqueda de meteoritos.

## Semblanza
Malinkin se dedicó durante su carrera a la búsqueda de restos meteoríticos, destacando sus hallazgos en 1947 de los fragmentos del meteorito de Sijoté-Alín, del que se localizó un fragmento de 1750 kg de peso.
Así mismo, colaboró con el astrónomo ruso Kiril Florenski (1915-1982) en el año 1961, formando parte de una expedición que visitó el lugar donde había impactado el bólido de Tunguska en 1908, con el objeto de intentar esclarecer la naturaleza del extraordinario suceso. Malinkin se dedicó a la búsqueda de restos meteoríticos en la zona y a su posterior clasificación.

## Eponimia
- El cráter lunar Malinkin lleva este nombre en su memoria desde el año 2014.[1]